# Мишин, Александр Иванович
Александр Иванович Мишин (род. 14 февраля 1942) — советский и российский театральный режиссёр, педагог, художественный руководитель Нижегородского театра кукол, народный артист РСФСР (1988).

## Биография
Александр Иванович Мишин родился 14 февраля 1942 года. 
С 1965 года служит в Нижегородском театре кукол. 
В 1966 году окончил Ленинградский государственный институт театра, музыки и кинематографии (ЛГИТМиК), затем там же окончил аспирантуру.
Преподавал в Нижегородском театральном училище. Был художественным руководителем Российской лаборатории драматургов. 
С 1967 года работает главным режиссёром Нижегородского театра кукол, художественный руководитель театра. Ставит спектакли для взрослых и детей в Нижнем Новгороде и других городах России и ближнего зарубежья.
Председатель Нижегородского отделения Общероссийской общественной организации «Союз театральных деятелей Российской Федерации (ВТО)».

## Награды и премии
- Заслуженный деятель искусств РСФСР (29.08.1978)[1].
- Народный артист РСФСР (21.06.1988).
- Лауреат международных и российских театральных фестивалей.
- Лауреат театральных премий им. Н. И. Собольщикова-Самарина и «Удача сезона».
- Четырежды лауреат премии Нижнего Новгорода.
- Благодарственное письмо от Законодательного собрания Нижегородской области.
- Почётный гражданин Нижнего Новгорода (20.06.2012).

## Работы в театре

### Режиссёр
- «Волк и козлята» Н. Йорданова (1983)
- «Золотой цыплёнок» В. Орлова
- «Маша и медведь» В. Швембергера (2004)
- «По щучьему велению» Е. Тараховской (1987)
- «Поросёнок Чок» М. Туровер, Я. Мирсакова (1992)
- «Слонёнок» Г. Владычиной (2006)
- «Теремок» С. Маршака (1989)
- «Три поросёнка и волк» С. Михалкова (2003)
- «Аистенок и пугало» Л. Лопейской, Т. Крчуловой (2010)
- «Гадкий утёнок» В. Синакевича
- «Жить невозможно без правил дорожных» В. Миодушевского (2010)
- «Золушка» Е. Шварца (2006)
- «Карлик нос» по мотивам сказки В. Гауфа (2003)
- «Кошкин дом» С. Маршака
- «Красная шапочка» Е. Шварца
- «Морозко» М. Шуриновой (1996)
- «Снежная королева» Е. Шварца (1992)
- «Сэмбо» Ю. Елисеева (1993)
- «Царевна-лягушка» Н. Гернет (1988)
- «Аленький цветочек» И. Карнауховой, Л. Браусевич по одноимённой сказке С. Т. Аксакова (2002)
- «Волшебная лампа Аладдина» Н. Гернет (1985)
- «Звёздный мальчик» О. Уайльда (1981)
- «Золотой ключик» А. Н. Толстого (2001)
- «Конёк-горбунок» П. Ершова (2008)
- «Русалочка» Н. Гернет по сказке Г. Х. Андерсена (2000)
- «Руслан и Людмила» А. Пушкина (1996)
- «Садко» С. Прокофьевой, Г. Сапгира (2013)
- «Сказ о граде Лебединце» И. Карнауховой, Л. Браусевич (2011)
- «Ханума» А. Цагарели (1999)